# Olympos
För andra betydelser, se Olympos (olika betydelser).
Olympos (grekiska: Όλυμπος Olympos) är Greklands högsta berg. Det är ett bergsmassiv vid gränsen mellan prefekturerna Pieria (Mellersta Makedonien) och Larissa (Thessalien), med en högsta topp på 2917,727 meter över havet.

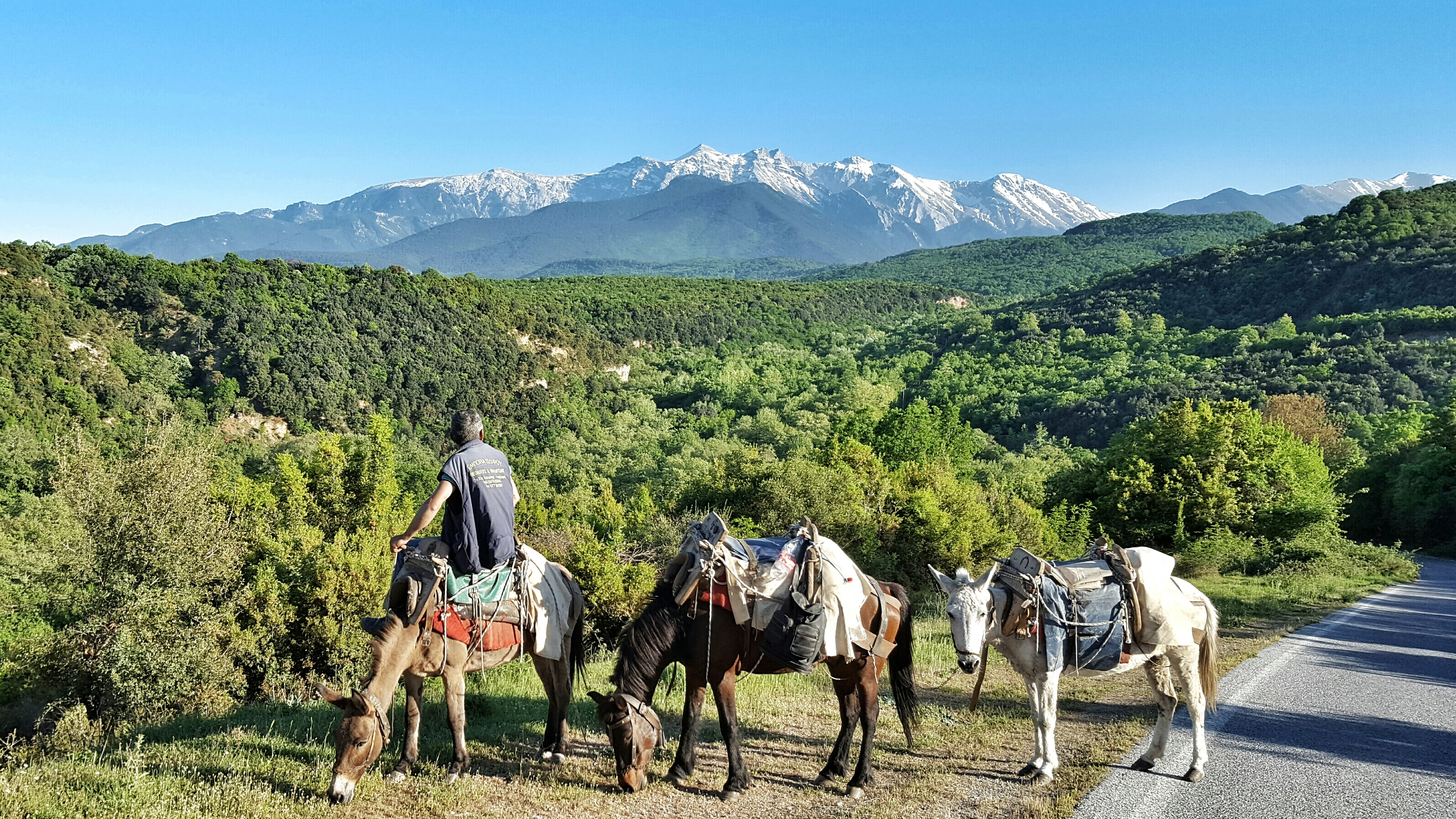
Olympos bergsmassiv, sett norrifrån.

## Geografi
Närheten till havet och de branta sluttningarna skapar ett mikroklimat med en unik växtlighet. Vädret vid Olympos kännetecknas av dimma och flera stormar under årets lopp.
Det höga bergsmassivet – endast sju meter lägre än Balkanhalvöns högsta topp, den bulgariska Musala – syns på långt håll. De antika grekiska gudarnas hemvist Olympen är ofta förknippad med Olympos (eller något annat berg med samma namn). Samhällen som Herakleion/Platamon, Pythion, Petra, Pimpleia och Leivithra förekommer därför endast vid massivets lägre delar.

## Djur och natur
Området blev 1938 en nationalskog och samtidig den första regionen i Grekland med officiellt skyddsstatus. Vid massivets lägre delar vid 300 till 500 meter över havet förekommer städsegröna skogar där stenek (Quercus ilex), kermesek (Quercus coccifera), Arbutus adrachne och Juniperus oxycedrus är dominerande träd. I regionen upp till 1400 meter över havet hittas blandskogar med bland annat svarttall (Pinus nigra) och bok (Fagus sylvatica) samt med olika buskar som Carpinus orientalis, skogsalm (Ulmus glabra) och körsbärskornell (Cornus mas). Trädgränsen ligger vid 2 500 meter över havet, och fram till denna höjd hittas barrskog med nästan uteslutande Pinus heldreichii.
Berget med omnejd är sedan 2014 upptaget i UNESCO:s tentativa världsarv.

### Djurliv
Vid massivet registrerades ungefär 150 olika fågelarter. Av dessa är 35 listade i annexet I av Europeiska unionens fågeldirektiv från 2009 och ytterligare 4 arter förtecknas i Greklands röda lista som sårbar eller ännu mer hotad. I området kring berget lever 24 kräldjursarter och 10 groddjursarter. De hittas vid massivets lägre och medelhöga delar. Antalet av registrerade däggdjursarter ligger vid cirka 40. Av dessa är ungefär hälften upptagna i EU:s habitatdirektiv. Typiskt för Olympos högsta regioner är en underart av gems, Rupicapra rupicapra balcanica.